# Hrvati u Južnoj Africi
Hrvati u Južnoj Africi najveća su hrvatska manjina u afričkim zemljama. Točan broj Hrvata se ne može utvrditi, ali pretpostavlja se da ih ima oko 8000. Od 1500 do 2000 njih priča hrvatskim jezikom i koji održavaju vezu s Hrvatskom. Procjenuje se da je u Južnoafričkoj Republici početkom 20. stoljeća živjelo 2000 do 3000 Hrvata, a taj se broj značajno povećavao 90-tih godina 20. stoljeća. Najveći broj hrvatskih iseljenika živi u Johannesburgu, Cape Townu i Durbanu, ali ima ih i u Vanderbijlparku, Pinetownu, Stellenboschu, Pietermaritztburgu, Westvilleu, Roodeportu i Brakvanu. U Johannesburgu djeluje Hrvatska katolička misija, gdje se okuplja najveći broj Hrvata u JAR-u. U sklopu Misije djeluje i Hrvatski Caritas. U JAR-u se izdaju Župne vijesti Hrvatske katoličke misije u Johannesburgu koji izlaze periodički.

## Poznate osobe
- Bernice Carr Vukovich, južnoafrička bivša tenisačica
- Franjo Kukuljević, hrvatski tenisač u izbjeglištvu
- Božidar Maslov, poduzetnik, počasni državljanin Južnoafričke Republike
- Hrvoje Ostojić, književnik rodom s otoka Brača
- Franjo Punčec, hrvatski tenisač (živio u Johannesburgu)
- Ivan Vladislavic, južnoafrički književnik